# Trygghetsfonden TSL
Trygghetsfonden TSL är en organisation för kollektivavtalad omställningsförsäkring baserad på ett avtal mellan Svenskt Näringsliv och LO. Organisationen grundades år 2004 och arbetar med att ge uppsagda arbetstagare möjligheten att få jobbcoachning för att lättare hitta ett nytt jobb eller få hjälp att starta eget. Omställningsförsäkringen gäller för privatanställda personer som blir uppsagda på grund av arbetsbrist från företag som har kollektivavtal med ett LO-förbund. Omkring 100 000 företag med drygt 900 000 medarbetare är anslutna till Trygghetsfonden TSL. Organisationen har ett 40-tal medarbetare med huvudkontor i Stockholm och sex regionkontor.